# موني الكاييم
موني الكاييم هو طبيب نفسي مغربي، أحد الشخصيات الرائدة في العلاج العائلي. كان واحدا من روّاد حركة معارضة الطب النفسي في أوروبا خلال سبعينيات القرن العشرين.

## مسيرته
درس الطب في جامعة بروكسل الحرة سنة 1968. بعد الانتهاء من دراساته في طب النفس والأعصاب في بلجيكا، أجرى موني الكاييم زمالة في الطب النفسي الاجتماعي والمجتمعي في قسم الطب النفسي في كلية ألبرت آينشتاين للطب في أوائل السبعينيات.